# Kumagaya
Kumagaya (熊谷市, Kumagaya-shi) là một thành phố nằm ở tỉnh Saitama, Nhật Bản và là một phần của Vùng thủ đô Tokyo.
Tính đến năm 2007, thành phố có diện tích 159.88 km² và dân số khoảng 204,789 người. Đây là một trong những thành phố lớn nhất và là trung tâm chính trị, thương mại phía bắc tỉnh Saitama. Có tám tuyến đường cao tốc và ba tuyến đường sắt phục vụ thành phố.